# Ao Tanaka
Ao Tanaka (田中 碧, Tanaka Ao, Kanagawa, 10 september 1998) is een Japans voetballer die als middenvelder speelt bij Kawasaki Frontale.

## Clubcarrière
Tanaka begon zijn carrière in 2017 bij Kawasaki Frontale. Met deze club werd hij in 2017 en 2018 kampioen van Japan.

## Interlandcarrière
Tanaka maakte op 14 december 2019 zijn debuut in het Japans voetbalelftal tijdens een Oost-Aziatisch kampioenschap voetbal 2019 tegen Hongkong.

## Statistieken
| Japans voetbalelftal | Japans voetbalelftal | Japans voetbalelftal |
| Jaar                 | Wed.                 | Dlp.                 |
| -------------------- | -------------------- | -------------------- |
| 2019                 | 2                    | 0                    |
| Totaal               | 2                    | 0                    |